# 一級玩家 (電影)
是2018年上映的一部美國科幻冒險電影，由史蒂芬·史匹柏執導，塞克·潘和恩斯特·克萊恩擔任編劇，電影改編自美國克萊恩於2011年的同名小說，並由泰·謝里丹、奥利维亚·库克、班·曼德森、莉娜·韋斯、T·J·米勒、賽門·佩吉和馬克·勞倫斯主演。
電影設定在2045年，大部分的人們為了逃避現實世界的混亂而投入虛擬的網絡遊戲「綠洲」（OASIS）。一名孤兒的少年韋德·瓦茲發現遊戲中隱藏的線索，而遊戲公司承諾勝出者將得到遊戲的擁有權，並繼承遊戲始創人的5,000億美元遺產作為獎賞。
電影由當時華納兄弟與迪萊恩製片公司於2010年6月18日購得克萊恩的同名科幻小說的電影改編權，拍攝定於2016年7月開始，取景地點包含英格蘭伯明罕的迪格貝斯與珠寶區及俄亥俄州，電影於2018年3月11日在美國德克薩斯州奧斯汀的西南偏南電影節上首映，華納電影於3月29日以2D、3D、IMAX及IMAX 3D的形式於美國發布上映。電影在全球票房獲得5.82億美元的收入。並獲得了正面的評價，影評讚賞其視覺效果、節奏輕快的掌握、以及馬克·勞倫斯的出色演繹。電影跟原著有很多不同的之處，而許多評論家都認為電影比原著有許多方面的改善。

## 劇情
2045年，地球大多數地區變成貧民窟，人們為了逃避混亂的現實，大部分時間都投入在虛擬現實遊戲世界「綠洲」（OASIS）中，在裡面工作、娛樂及尋找彩蛋。一顆眾玩家皆知的彩蛋由綠洲創始者詹姆士·哈勒代去世前藏於遊戲某處，而首位在綠洲找到彩蛋的玩家，能夠獲得綠洲的經營權以及哈勒代的五千億美元遺產作為獎賞。這吸引許多獵蛋客（Gunters）在遊戲裡奮力尋找，包括哈勒代的敵對廠商「創新線上企業」（Innovative Online Industries）執行長諾蘭·索倫托，其召集一大批契約勞工組成六數人（Sixers）部隊單獨執行尋蛋任務。
在俄亥俄州哥倫布，住在由拖車屋組成的疊樓區的十七歲玩家韋德·瓦茲，在綠洲裡以帕西法爾為虛擬角色身份，跟三位至交艾區、大刀和小刀一起行動，合作避免角色死亡造成進度歸零的危機。在尋找彩蛋的三大關卡裡，第一關的曼哈頓賽車由於難度極高，長期以來沒有玩家抵達過終點，而韋德和艾區於一次挑戰失敗時結識知名女玩家雅蒂米思。當韋德來到收錄哈勒代畢生回憶的博物館裡尋找線索時，當中一句提及“回到過去”的話讓韋德靈機一動，於是在下一場車賽中於起跑線上倒車進入隱藏路線，直接抵達終點並獲得尋蛋第一把鑰匙和第二線索。
隨著韋德的成功，雅蒂米思、艾區、大刀和小刀也追隨他的腳步通關，五位從此被稱為「超技五將」（High Five）而大受歡迎。雅蒂米思隨後開始跟韋德合作尋鑰，兩人在博物館回憶錄中得知哈勒代的秘密戀人綺拉是第二線索關鍵，他們倆後來在綠洲跳舞俱樂部尋找彩蛋時，愛上雅蒂米思的韋德講出自己真實姓名，導致一旁受僱於索倫托的傭兵玩家我最屌偷聽並查到韋德的真實身份。索倫托一度試圖招攬韋德為自己工作，在他拒絕後派遣助手芬納蕾在韋德疊樓家中裝炸彈。韋德因不在家而逃過一劫，但他的姨媽卻因此身亡，悲痛的韋德隨後被帶到以抗擊創線企業的革命軍藏身處，得以會見雅蒂米思本人莎曼珊·庫克。兩人相處時破解第二關線索，集合超技五將進入恐怖電影的真實情景，穿越重重恐怖場景找到綺拉，得到第二把鑰匙以及第三線索。
芬納蕾找到並攻入革命軍的藏身處，莎曼珊將韋德救出去後自願被抓，被送到創線企的「忠誠中心」從事遊戲裡的勞動工作。而韋德則被現實中的艾區、大刀和小刀救走，共同靠艾區的送件卡車上線。索倫托找到最後關卡所在地位於末日星球的悲劇堡壘，在堡壘周圍通過遊戲神器靈球設置屏障。韋德駭進索倫托的工作台，讓索倫托誤以為被挾持而釋放莎曼珊。韋德呼籲所有綠洲玩家聯合到達星球上進攻堡壘，而眾玩家在化身鐵巨人的艾區領導下對抗六數人部隊，莎曼珊關閉屏障後，韋德得以進入第三道關卡：遊玩雅達利2600上的《魔幻歷險》。
索倫托為了阻止韋德不惜啟動毀滅炸彈，炸死該地圖中的所有玩家，唯獨韋德一人靠博物館館長先前贈予的25美分硬幣得到額外生命。莎曼珊離開企業大樓被艾區接上卡車，但索倫托和芬納蕾也尾隨他們在後，一路追車回到疊樓區。韋德破解尋鑰關鍵是找到《魔幻歷險》裡的“彩蛋”後，得到第三把鑰匙並準備接納哈勒代給予的綠洲經營權合約。但韋德意識到這與哈勒代跟他的摯友莫洛友情分割的場面相似，因此拒絕簽署合約而通過這項最終考驗。哈勒代變回本人形象將金色彩蛋和銷毀綠洲的按鈕全數交給韋德後，心滿意足地離開綠洲。
通關之後，索倫托和芬納蕾兩人被逮捕，創線企進行大規模變革，所有負債的六數人得以從債務中解脫。韋德選擇跟他的所有夥伴共同管理綠洲，並邀請回莫洛作為高級顧問，而韋德同時得知莫洛便是博物館館長。從此管理綠洲的超技五將決定讓綠洲每週關閉兩天，讓人們必須在現實世界中投注更多時間，而韋德和莎曼珊也開始他們的戀情。

## 演员
| 演員                             | 角色                                              | 備註 |
| 泰·謝里丹 Tye Sheridan           | 「帕西法爾」韋德·瓦茲 Parzival / Wade Watts       | 綠洲玩家兼獵蛋客，強大遊戲功績得到「聖杯騎士」稱號；現實中父母雙亡，和姨媽居住在由拖車房組成的貧民區。身為哈勒代的狂熱者，對哈勒代生平的一切都瞭如指掌，也是少數在哈勒代過世五年後、仍持續堅持尋找彩蛋的獨立獵蛋客之一。 |
| 奧利薇亞·庫克 Olivia Cooke       | 「雅蒂米思」莎曼珊·庫克 Art3mis / Samantha Cook   | 綠洲著名獵蛋客，有「六數人殺手」之稱，其父因龐大債務而過勞死於創線企的忠誠中心，因此為了避免綠洲被創線企掌控，召集創線企的受害者組成革命軍，以集中力量尋找彩蛋，在第一關卡中結識韋德，得以讓她得到重要線索。             |
| 班·曼德森 Ben Mendelsohn         | 諾蘭·索倫托 Nolan Sorrento                        | 創新線上企業的執行長，曾是綠洲創辦人哈勒代的助理，提議將綠洲以財力分級但沒有被哈勒代接受。離職後成立創線企，透過法律漏洞在綠洲內部斂財，意圖尋到彩蛋來掌控綠洲以賺取更多財富。                                           |
| 馬克·勞倫斯 Mark Rylance         | 「安納瑞克」詹姆士·哈勒代 Anorak / James Halliday | 天才遊戲設計師，綠洲的創始者，在綠洲興起後坐擁億兆財富。2040年時過世，生前立下遺囑，任何一位玩家若能通過他留在綠洲中的三項考驗並找到彩蛋，就能繼承他的遺產以及綠洲的完全控制權。                                         |
| 莉娜·韋斯 Lena Waithe            | 「艾區」海倫·哈里斯 Aech / Helen Harris           | 獨立獵蛋客，韋德在綠洲中的至交之一。手藝高超的機械師，除獵蛋以外也製造各種機械模組出售，例如鐵巨人、怪獸卡車等。 |
| 森崎溫 Win Morisaki              | 「大刀」敏郎 Daito / Toshiro                      | 獨立獵蛋客，在遊戲裡是日本武士形象，韋德在綠洲中的至交之一。在現實中，他是一位日裔男孩。 |
| 趙家正 Philip Zhao               | 「小刀」周 Sho / Zhou                               | 獨立獵蛋客，在遊戲裡是忍者形象，韋德在綠洲中的至交之一。在現實中，他是年僅11歲的天才華裔兒童。 |
| 賽門·佩吉 Simon Pegg             | 「館長」歐格頓·莫洛 Curator / Ogden Morrow        | 哈勒代的前搭檔，創辦綠洲的合夥人，負責商業營運。因為一些誤會而被迫離開公司，他的離開成為哈勒代一輩子最大遺憾。 |
| T·J·米勒 T.J. Miller             | 我最屌 i-R0k                                      | 受雇於索倫托的資深玩家，收取高額傭金替創線尋找各種稀有道具，或在綠洲中執行一些非法任務。 |
| 漢娜·約翰-卡門 Hannah John-Kamen | 芬納蕾·桑多 F'Nale Zandor                             | 創線企行動專家，契約勞役計畫負責人，索倫托的助手，負責所有非法行動。 |

其他角色有蘇珊·林區飾演愛麗絲（Alice），韋德的姨媽；而英國演員拉爾夫·伊尼森飾演瑞克（Rick），韋德的暴力叔叔。帕蒂塔·威克斯飾演凱倫·「綺拉」·安德伍（Karen "Kira" Underwood），莫洛的妻子，哈勒代的初戀。克萊爾·哈金斯飾演吉爾摩夫人（Mrs. Gilmore），韋德疊樓區下方的鄰居。莉蒂西亞·萊特客串飾演一位革命軍，而童星麥肯娜·葛瑞絲和露露·威爾森客串飾演在教室裡收看哈勒代遺囑的兩位小學生。

## 製作

### 籌拍
2010年6月18日，華納兄弟與迪萊恩製片公司在與派拉蒙影業、二十世紀福斯及美峰娛樂的競爭中買下了恩斯特·克萊恩的科幻小說《一級玩家》的電影改編權。該片將由克萊恩編劇，唐納·迪萊恩與丹·法拉監製。2012年1月，艾瑞克·伊森受聘重寫克萊恩撰寫的劇本。塞克·潘於2014年6月受聘重寫兩人的劇本。威秀電影將與華納兄弟一同出資並一同擔任發行商。2015年3月，史蒂芬·史匹柏簽約執導並監製該片，克莉絲汀·馬科斯庫·克瑞格加入了製片人的行列。

### 選角

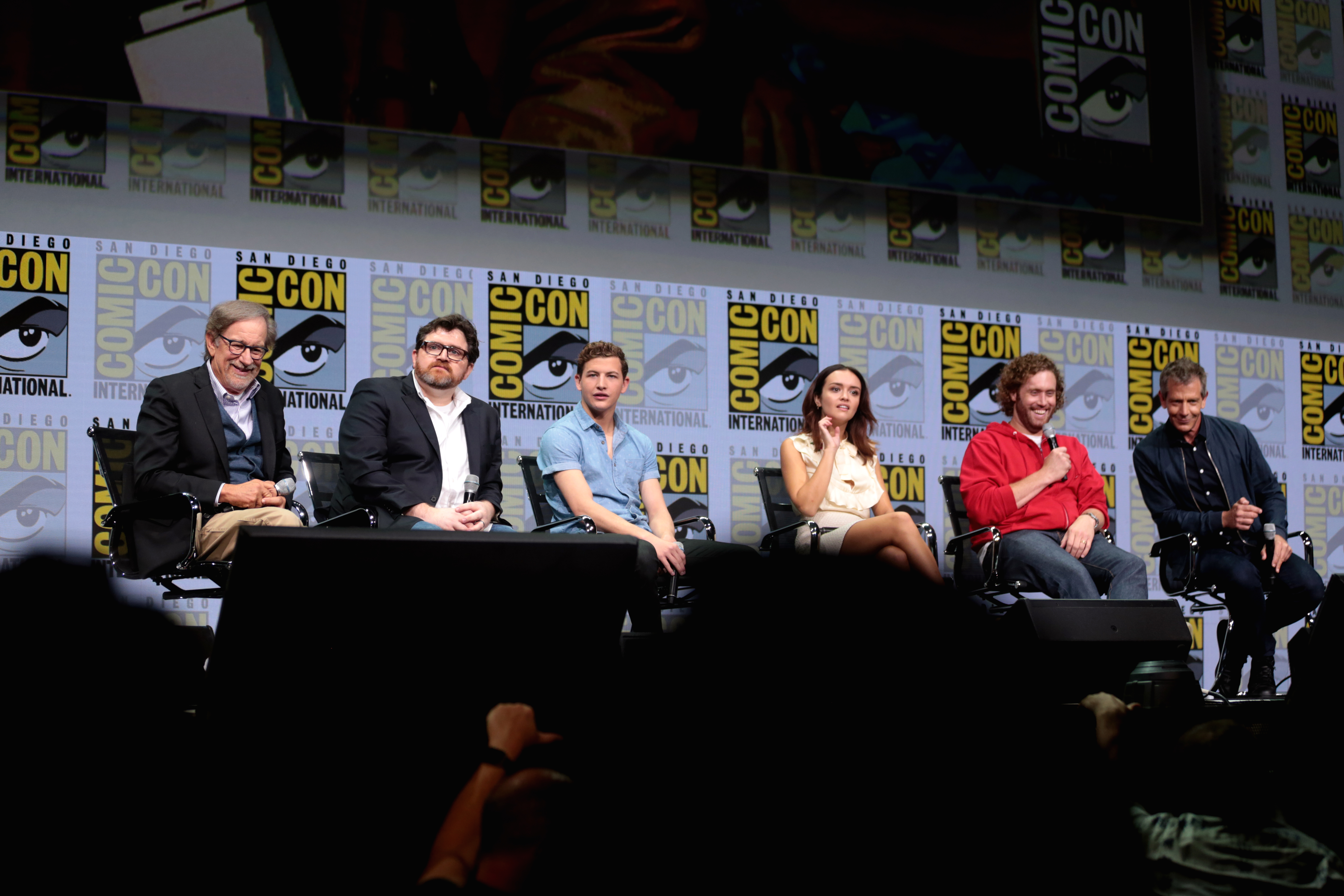
導演史蒂芬·史匹柏與眾演員出席於2017年聖地牙哥國際漫畫展上

演員艾兒·芬妮、奥利维亚·库克與蘿拉·寇克三人是飾演Art3mis的優先人選；2015年9月，據報導，庫克獲選擔任女主角。2016年1月，班·曼德森加盟了劇組，飾演片中反派——「IOI」的執行長。2月下旬，泰·謝里丹簽約飾演主角韋德。3月中旬，賽門·佩吉加盟飾演奧格登·摩羅，「綠洲」的創辦人之一。馬克·勞倫斯加入了主演行列，詮釋「綠洲」的創辦人詹姆斯·哈利迪。6月，T·J·米勒簽約出演一名獵蛋客，漢娜·約翰-卡門加盟飾演一名未知角色，日本歌手森崎溫簽約飾演片中角色敏郎義明（Toshiro Yoshiaki，又稱大刀）。

### 拍攝與後期製作
主體拍攝於2016年7月開始。採35mm拍攝實景，數位捕捉、3D動畫混合拍攝製作綠洲場景。7月1日，編劇塞克·潘在自己的Twitter上表示，第一週的拍攝已完成。8月和9月，劇組於英格蘭伯明罕的迪格貝斯與珠寶區及俄亥俄州取景。該片於2016年9月27日殺青。史匹柏與光影魔幻工業合作，一同監督該片的視覺效果，並每週與特效公司進行三次為時三小時的會談。史匹柏曾表示，「這是我自《搶救雷恩大兵》（1998年）以來做過最難的特效」。

### 致敬與彩蛋
與其原著小說相同，《一級玩家》向1980年代的許多流行文化致敬。除此之外，該片還有部分取材自1990年代、2000年代甚至今日的流行文化的內容。片中部分角色及元素的仿效對象包含《鐵巨人》（1999年）中的角色鐵巨人、《回到未來》（1985年）中的迪羅倫時光機，配有《霹靂遊俠》中的KITT、DC宇宙、《金剛》、《魔戒》、佛萊迪·克魯格、毀滅公爵、《克麗斯汀》中著魔的車、《天龍特攻隊》的卡車、《迷霧追魂手》（1979年）中經改裝的福特獵鷹、怪獸卡車Bigfoot、《阿基拉》（1988年）中金田正太郎的摩托車、遊戲《鬥陣特攻》中的角色、遊戲《最後一戰系列》的士官長、遊戲《Minecraft》中的世界場景、遊戲《星海爭霸2》中的角色吉姆·雷諾、遊戲《古墓奇兵》系列中的角色蘿拉·卡芙特、《鬼娃恰吉》系列電影中的恰吉 (角色)、《機械哥吉拉》、《忍者龜》、動畫《馬赫GoGoGo》中的車子Mach 5、《機動戰士GUNDAM》中的RX-78-2、遊戲《快打旋風》系列中的角色隆、布蘭卡及春麗及「樂一通」中的火星人马文還有電影《侏羅紀公園》裡的暴龍等。史匹柏承認，他早期的作品是1980年代流行文化的重要部份，為避免外界指責他「自大」，他決定避免在片中大量採用自己早期作品的內容。
原著小刀化身勇者莱汀砍劈機械哥吉拉，電影改成大刀的GUNDAM，台詞原是英語「I choose the form of Gundam」（我選擇鋼彈型態）但導演在拍攝中改採日語、並打上英文字幕翻譯。

## 音樂
2016年6月9日，《綜藝》雜誌報導，常與史蒂芬·史匹柏合作的作曲家約翰·威廉斯開始計劃為電影配樂。然而，據2017年7月的報導，威廉斯退出了劇組，改為史匹柏的另一部電影《郵報：密戰》譜曲。亞倫·席維斯崔受聘接手《一級玩家》的配樂工作。
以各個時段华纳兄弟以及其他媒體、影視業所發出的不同預告片，片中所採用的音樂大多採自 80 年代的經典曲子，包含：
1. 《一級玩家》2017 SDCC Teaser[36]：
  - Rush - Tom Sawyer (original published in 1981)
2. 《一級玩家》官方預告片 - Official Trailer[37]：
  - Depeche Mode - World In My eyes (Cicada remix) (original version is published in 1990)
  - Van Halen - Jump (original published in 1984)
3. 《一級玩家》官方預告片 - Come With Me[38]：
  - Charlie and the Chocolate Factory - Pure Imagination (Ghostwriter Music cover) (original version is published in 1971)
4. 《一級玩家》官方預告片 - Superman, Clark Kent[39]：
  - a-ha - Take On Me (original publish in 1985)

## 發行
《一級玩家》原定於2017年12月15日在美國上映，後來改至2018年3月30日，以避免與《STAR WARS：最後的絕地武士》競爭。華納兄弟將負責全球範圍的發行業務，而威秀電影則擔任其中幾個海外市場的發行商。2018年1月，美國發行日提前至2018年3月29日。2018年3月11日，該片在於美國德克薩斯州奧斯汀舉行的西南偏南電影節上首映。

## 反響

### 評價
《一級玩家》所獲評價多為正面，其中讚揚了視覺效果、節奏掌握、以及馬克·勞倫斯的出色表現，儘管缺乏人物發展和深度受到了批評，這部電影被認為與原著小說有很大的不同，一些評論家稱讚這部電影的情節比原著有所改善。
爛蕃茄收集的447篇專業影評文章中，「新鮮度」為72%，平均得分為6.8分（滿分10分），該網站的影評家共識寫道：「《一級玩家》是一部甜蜜懷舊的驚險之旅，巧妙地概括了史蒂芬史匹柏的優勢，同時為他的電影作品增添了另一場引人入勝的冒險。」，而基於另一影評網站Metacritic上的56篇評論文章，其中33篇予以好評，1篇差評，22篇褒貶不一，平均分為64（滿分100），綜合結果為「普遍良好的評價」。據CinemaScore調查，觀眾的反響在A+至F間落於「A-」。
據OpView口碑資料庫調查，《一級玩家》以彩蛋、劇情及畫面為獲得好評之三大關鍵，以電影中的大量彩蛋與熟悉的各類電玩動漫角色、場景或情節，及劇情深入討論虛擬與現實之間的議題，和電影中的動作、特效畫面、IMAX與4DX技術受到讚揚。

### 票房
在美國及加拿大，《一級玩家》與《上帝未死：黑暗中的光芒》、《忍無可忍》同天上映並競爭，外界預測該片在首映週末能從4,100間戲院賺進約4,000萬至5,000萬美元的票房。在上映第一天，該片賺進了1210萬美元，其中包括週三晚間的375萬美元。在首映週末，《一級玩家》以4,220萬美元的票房（為期四天總計5,320萬美元）居冠，這也是史匹柏自2008年的《印第安納瓊斯：水晶骷髏王國》以來最高的首週票房成績。
在全球市場上，《一級玩家》在六十二個國家上映，預計在首映週末能獲得1億至1.2億美元的票房收入。該片在第一天從11個國家獲得290萬美元，其中包括來自韓國的98萬美元。在中國大陸上映的第一天，《一級玩家》便獲得了1475萬美元的票房。在首週末，該片在中國大陸的總收入為6170萬美元，這成為了華納兄弟電影在該地區史上最高的首週成績。其他同時首映的國家包括韓國（810萬美元）、英國（730萬美元）、俄羅斯（610萬美元）和法國（600萬美元）。
台灣方面，首週四天票房為新台幣6936萬元；次週票房累計至新台幣2.36億元；第三週票房累計至新台幣2.98億元；第四週票房累計至新台幣3.32億元；最終全台票房為新台幣3.62億元。
全球票房總收入為5.82億美元，成為2018年收入第八高的電影。
| 上一届： 《環太平洋：雷霆再起》    | 2018年中国内地一周票房冠军 第13-14週 | 下一届： 《狂暴巨獸》              |
| 上一届： 《環太平洋2：起義時刻》   | 2018年美國週末票房冠軍 第13週        | 下一届： 《噤界》                  |
| 上一届： 《環太平洋2：起義時刻》   | 2018年台北週末票房冠軍 第13-14週     | 下一届： 《毀滅大作戰》            |
| 上一届： 《毀滅大作戰》            | 2018年台北週末票房冠軍 第16週        | 下一届： 《復仇者聯盟3：無限之戰》 |
| 上一届： 《悍戰太平洋2：起義時空》 | 2018年香港一週票房冠軍 第14週        | 下一届： 《末日困獸戰》            |

## 外部連結
- 官方网站
- 一級玩家的Instagram帳戶
- 互联网电影数据库（IMDb）上《一級玩家》的资料（英文）
- 爛番茄上《一級玩家》的資料（英文）
- Box Office Mojo上《一級玩家》的資料（英文）
- Metacritic上《一級玩家》的資料（英文）
- AllMovie上《一級玩家》的资料（英文）
- 開眼電影網上《一級玩家》的資料（繁體中文）
- 豆瓣电影上《一級玩家》的資料 （简体中文）
- 时光网上《一級玩家》的資料（简体中文）